# فيرنر بريس
فيرنر بريس (بالألمانية: Werner Breese)‏ هو جندي ألماني، ولد في 6 أبريل 1913 في Hohenwestedt ‏ في ألمانيا، وتوفي بنفس المكان في 17 فبراير 1995.